# Annibal Gantez
Annibal Gantez (* 1600 in Marseille; † 1668 in Auxerre) war ein französischer Komponist des Frühbarock.

## Leben
Annibal Gantez war ein Reise-Kapellmeister, wie viele seiner Kollegen im frühen 17. Jahrhundert. Er war als Priester der Diözese Marseille an den Chorschulen (maîtrise) zahlreicher Kathedralen und Klöster in ganz Frankreich aktiv. Gantez wurde der Nachwelt vor allem bekannt durch die 1643 veröffentlichte Briefsammlung „L’Entretien des Musiciens“, die er dem Bischof von Auxerre, Pierre de Broc, widmete. Er unterstrich darin seine Reisetätigkeit mit der Aussage: „Niemals wird ein Musiker besonders geachtet werden, wenn er nicht ein wenig gereist ist“ («Jamais, un musicien ne fut estimé, s’il n’a un peu voyagé»).
Während seiner Laufbahn besetzte Gantez insgesamt etwa 20 Posten. So wirkte er jeweils für kurze Zeit in Marseille, Aigues-Mortes, Aix-en-Provence (1638–1640),  Arles, Grenoble (1628–1629), Paris (1629), an der Kathedrale Notre-Dame in Le Havre (1629), Saint-Pierre d’Avignon (1631–1632), Kathedrale von Rouen (1636–1638), Toulon, Valence, Carcassonne oder Nevers. Die Kapellmeisterposition in Nancy (ab 1665), am Hofe des Herzogs Karl IV. von Lothringen, war eine seiner letzten Anstellungen.

## Bekannte Werke
- Missa Vigilate à 6 voix (Ballard, Paris 1642) und die Missa Laetamini
- Te Deum, Arras 1661 (verschollen)
- Airs de cour
- Chansons à boire